# Bianca Bărbulescu
Bianca Elena Bărbulescu (* 11. November 2003) ist eine rumänische Tennisspielerin.

## Karriere
Bărbulescu spielt vorrangig auf der ITF Women’s World Tennis Tour, wo sie bislang einen Titel im Doppel gewinnen konnte.
2022 erreichte sie im März mit ihrer Partnerin Briana Szabó das Finake im Doppel des ITF W15 in Palmanova, das die beiden gegen Angelica Moratelli und Aurora Zantedeschi mit 5:7 und 2:6 verloren.
2023 erreichte sie im August das ITF-Doppelfinale des W15 in Brașov, das sie mit ihrer Partnerin Linda Ševčíková mit 2:6 und 4:6 gegen Bojana Marinković und Nicole Fossa Huergo verlor.
2024 wurde sie nationale Tennismeisterin und Vizemeisterin. Im Doppelfinale gewannan Bianca und Ilinca Amariei gegen die Schwestern Claudia und Simona Ogescu mit 6:4, 6:2. Im Einzel musste sie sich Oana Georgeta Simion mit 6:74, 6:4 und 1:6 geschlagen geben.

## Turniersiege

### Doppel
| Nr. | Datum        | Turnier  | Kategorie | Belag | Partnerin       | Finalgegnerinnen                        | Ergebnis         |
| --- | ------------ | -------- | --------- | ----- | --------------- | --------------------------------------- | ---------------- |
| 1.  | 10. Mai 2025 | Bukarest | ITF W15   | Sand  | Lavinia Tănăsie | Lidija Entschewa Diana-Ioana Simionescu | 3:6, 6:4, [10:5] |